# فرانكي ليم
فرانكي ليم مواليد 23 فبراير 1960 في مانيلا، هو مدرب كرة سلة فلبيني ولاعب معتزل. بدأ مسيرته الاحترافية في سنة 1982. يدرب في الرابطة الفلبينية لكرة السلة. يبلغ طوله 5 قدم 11 بوصة (1.8 م). مثّل منتخب بلاده. اعتزل اللعب في 1996.

## المسيرة الاحترافية
لعب مع ألاسكا أيسز من سنة 1986 إلى 1992، ثم لعب مع ستار هوتشوتز في موسم 1993–1994، ثم لعب مع سان ميغيل بيرمن في سنة 1996.